# Louis Lavelle
Louis Lavelle, né le 15 juillet 1883 à Saint-Martin-de-Villeréal (Lot-et-Garonne) et mort le 1er septembre 1951 à Parranquet (Lot-et-Garonne), est un philosophe français et l'un des métaphysiciens français majeurs du XXe siècle. Représentant de la philosophie de l'esprit, sa philosophie est un spiritualisme existentiel. Il est élu à l'Académie des sciences morales et politiques en 1947.

## Biographie
Né d'un père instituteur et d'une mère propriétaire d'une petite exploitation agricole, Louis Lavelle quitte sa région natale à l'âge de sept ans afin de poursuivre ses études secondaires à Amiens puis à Saint-Étienne. Entré à la faculté de Lyon, il s'intéresse à la pensée de Nietzsche, participe à des manifestations libertaires et suit très peu ses cours.
Entre diverses suppléances à Laon, il assiste aux cours de Léon Brunschvicg, auquel il s'opposera plus tard, et d'Henri Bergson.
Reçu quatrième à l'agrégation de philosophie à Neufchâteau en 1909, Lavelle est nommé à Vendôme, puis à Limoges. De son mariage, en 1913, nait un fils, puis trois filles.
En 1914, lorsque tombe l'appel à la mobilisation, bien que réformé, Lavelle demande à aller au front. Envoyé sur la Somme en 1915, il ira ensuite à Verdun où il sera fait prisonnier le 11 mars 1916 et restera détenu près de vingt-trois mois : il écrit alors sa future thèse sur de petits carnets achetés à la cantine du camp de Giessen, ainsi que ses Carnets de guerre.
Il soutient sa thèse de doctorat de philosophie fin 1921 en Sorbonne : La Dialectique du monde sensible devant Léon Brunschvicg et La Perception visuelle de la profondeur devant Léon Robin.
Nommé professeur à Strasbourg, au lycée Fustel-de-Coulanges, il jouera un rôle important dans les organisations syndicales d'enseignants d'Alsace-Lorraine. À cette époque, est diagnostiquée chez son fils une maladie osseuse qui l'emportera en 1952.
De 1924 à 1940, Louis Lavelle donne des cours privés et enseigne à Paris au lycée Henri-IV et à Louis-le-Grand. Journaliste, il tient les chroniques philosophiques du journal Le Temps et fonde en 1934 avec le philosophe René Le Senne la collection Philosophie de l'esprit chez l'éditeur Aubier-Montaigne.
Lors de l'armistice de 1940, Lavelle s'est replié avec sa classe à Bordeaux et il est nommé Inspecteur Général de l'Instruction Publique en 1941. Au Collège de France, lors de l'assemblée du 25 mai 1941, Lavelle est présenté par Mario Roques contre Maurice Pradines soutenu par Étienne Gilson : Lavelle est élu au premier tour avec 17 voix contre 5. Il est nommé, à la suite d'Édouard Le Roy, à la chaire de philosophie du Collège de France.
Le philosophe multipliant les congrès à l'étranger ainsi que les ouvrages, sa santé s'altère, surtout à cause de problèmes d'hypertension. Six mois avant sa mort, Lavelle avait confié à un ancien collègue que ses jours étaient comptés mais que cela ne lui importait guère. Victime d'une angine de poitrine, Lavelle s'éteint dans la nuit du 31 août au 1er septembre 1951.
Louis Lavelle est l'auteur du plus vaste système de métaphysique du XXe siècle : La Dialectique de l'éternel présent. Inachevée, elle est composée de quatre volumes : De l'Être (1928), De l'Acte (1937), Du Temps et de l'Éternité (1945) et De l'Âme humaine (1951). Cette somme devait donc compter un cinquième et dernier volume : De la Sagesse ; jamais paru à cause du décès de l'auteur.
Se sont rattachés à la philosophie française de l'esprit dont Lavelle fut le chef de file : René Le Senne, Gabriel Marcel, Gabriel Madinier, Nicolas Berdiaev, Georges Gusdorf, Aimé Forest, Jean Nabert, Maurice Nédoncelle, Jean Nogué, Jean Pucelle. Le philosophe Michel Adam a prolongé la question morale dans l'esprit de la pensée lavellienne, notamment dans Morale à contretemps.

### Réception
Le travail de Lavelle n'a pas suscité beaucoup d'intérêt, tant dans le domaine éditorial qu'académique,,. Bien qu'il ait été salué et reconnu par certains des plus grands philosophes français du XXe siècle, tels que Merleau-Ponty, Gilles Deleuze, Paul Ricœur  et Pierre Hadot, Lavelle n'a pas fait l'objet d'études en France. Les premiers articles qui lui sont dédiés proviennent d'interprètes italiens et brésilien Tarcísio Padilha.
Il y a aussi une tentative de diffusion de la philosophie lavellienne, grâce aux efforts de noms comme Alexis Klimov, Jean École, Jean-Louis Vieillard-Baron, Michel Adam et  Bruno Pinchard, qui promeut des colloques annuels sur le travail de l'auteur.

## La philosophie lavellienne
(janvier 2010).
Si vous disposez d'ouvrages ou d'articles de référence ou si vous connaissez des sites web de qualité traitant du thème abordé ici, merci de compléter l'article en donnant les références utiles à sa vérifiabilité et en les liant à la section « Notes et références ».
Lavelle fut très marqué par Bergson, Hamelin mais aussi Léon Brunschvicg.

### L'Être et la participation
Avec Bergson et Brunschvicg, Lavelle partage l’idée d’une suprématie de la vie de l’esprit, riche et créatrice :
« La conscience n’est pas seulement l’unité de tous les faits qui naissent en elle à un moment donné, elle peut être l’unité de tous les états qui se sont succédé en elle. Elle est toute dans le présent ; mais à chaque instant elle ramasse sa vie entière, elle devient capable de la revivre. »
Néanmoins, c’est surtout contre la pensée hamelinienne que Lavelle pose les jalons de sa métaphysique : l’être n’est pas le produit d’une synthèse des catégories et ne provient pas d’une opération intellectuelle. Dans son Essai sur les éléments principaux de la représentation (1907), Hamelin se présentait comme le tenant d’un idéalisme radical :
« Nous allons donc constituer les choses avec des rapports ? Sans doute. Des choses qui seraient en elles-mêmes primitivement, des choses dont la nature serait la source des lois, au lieu de découler  des lois ou de leur être identique [...].»
Il ne s’agit donc pas pour Lavelle de développer un idéalisme, mais bien de constituer une philosophie posant l’être avant le connaître. Chez Lavelle, l’être est « l’objet universel » (il ne faut pas entendre ici le terme « objet » au sens de « chose »), c'est-à-dire premier, univoque, et présent tout entier en chaque point de l’univers. Cette thèse de l’univocité ontique, dépassant la distinction classique entre sujet et objet, est soutenue par l’affirmation que l’être est acte, ce qui met d’emblée le sujet en rapport avec la totalité de l’univers :
« L’identification de l’être et de l’acte nous permettra de définir notre être propre par la liberté. Nous créons notre personne spirituelle comme Dieu crée le monde. Mais il faut que nous fassions partie du monde comme une chose avant de pouvoir nous unir à Dieu par un libre choix. L’acte pur ne comporte aucun choix ; mais il rend possible tous les choix chez un sujet qui, participant à sa nature, peut s’attacher, par un consentement qui fonde sa personne même, au principe intérieur qui l’anime et le fait être, ou bien s’abandonner à la nécessité par laquelle l’ensemble de tous les êtres finis, déterminés par leurs bornes mutuelles, exprime encore la suffisance de l’être pur »
Ce principe intérieur, c’est l’acte de la conscience, l’opération par laquelle l’individu se donne l’être à lui-même : c’est par l’acte personnel que je me figure être à la fois uni et distinct de l’être pur. J’y suis relié par la participation, qui est un thème central de l’ontologie dialectique de Lavelle : participer, c’est prendre part à l’être par le biais de mon activité réflexive.
Ce concept de participation prend source, chez Lavelle, dès son premier ouvrage La Dialectique du monde sensible, dans lequel il propose une étude systématique des qualités sensibles : la donnée, la force, l’étendue, etc. Il montre alors que c’est par une confrontation au « monde sensible » que l’activité créatrice, et plus précisément analytique de l’esprit se révèle :
« L’existence [l’être] s’applique immédiatement à la totalité du monde, mais elle ne s’applique à ses parties que grâce à l’analyse qui les distingue les unes des autres et détermine avec une extrême rigueur leurs limites mutuelles. L’unité de la pensée se manifestera par la simplicité de l’acte caractéristique de l’analyse ; mais en s’appliquant à la totalité de l’être concret donné primitivement cet acte simple témoignera d’une inépuisable fécondité : il engendrera la variété de toutes les formes particulières de l’existence. Dans l’identité agissante par laquelle la pensée distingue un terme quelconque de tout autre se trouve exprimée en quelque sorte éminemment la diversité de toutes les distinctions réalisées »
L’acte de participation, en me posant moi-même comme être particulier, c’est-à-dire capable de réflexion, pose par conséquent le monde comme porteur de sens. C’est justement dans notre expérience quotidienne du monde, par l’analyse que nous en faisons, que la valeur nous est témoignée. Ainsi, pour Lavelle, le point de départ de la métaphysique est concret : le réel suscite une émotion, un « frémissement » qui révèle une intuition de l’être, une expérience pure. Cette dernière est le témoignage, pour Lavelle, de la participation à l’absolu, qui est un acte toujours renouvelé, consenti et creusé par la réflexion.
Pour Gilles Deleuze, Lavelle a été le premier en France à faire de la philosophie une philosophie de valeurs.

## Œuvres
L'ampleur de l'œuvre lavellienne est considérable et comporte un très grand nombre d'articles et de conférences.
- La dialectique du monde sensible, Les Belles Lettres, 1922 ; PUF, 1954.
- La perception visuelle de la profondeur, Les Belles Lettres, 1922.
- De l'être (La dialectique de l'éternel présent, 1), Alcan, 1928 ; 1932 ; Aubier, 1947.
- La Conscience de soi, Grasset, 1933 ; 1951; Christian de Bartillat, 1993.
- La Présence totale, Aubier, 1934.
- Le Moi et son destin, Aubier, 1936.
- De l'acte (La dialectique de l'éternel présent, 2), Aubier, 1937 ; 1946 ; 1992. Les Editions des Compagnons d'Humanité, 2022.
- L'Erreur de Narcisse, Grasset, 1939 ; La Table Ronde, 2003.
- Le Mal et  la souffrance, Plon, 1940 ; Dominique Martin Morin, 2000.
- La Parole et l’écriture, L'Artisan du livre, 1942 ; Le Félin, 2007.
- La philosophie  française entre les deux guerres, Aubier, 1942. Éditions L'Harmattan, 2009,  (ISBN 2296077226),  (ISBN 9782296077225), texte partiellement en ligne
- Du temps et de l'éternité (La dialectique de l'éternel présent, 3), Aubier, 1945.
- Introduction à l'ontologie, PUF, 1947; Le Félin 2008.
- Les Puissances du moi, Flammarion, Bibliothèque de philosophie scientifique, 1948.
- De l'âme humaine (La dialectique de l'éternel présent, 4), Aubier, 1951.
- Quatre saints, Albin Michel, 1951 ; sous le titre De la sainteté, Christian de Bartillat, 1993 ; Éditions localement transcendantes, 2021.
- Traité des valeurs : tome I, Théorie générale de la valeur, PUF, 1951 ; 1991.
- Traité des valeurs : tome II, Le système des différentes valeurs, PUF, 1955 ; 1991.
- De l'intimité spirituelle, Aubier, 1955.
- Conduite à l'égard d'autrui, Albin Michel, 1958.
- Morale et religion, Aubier, 1960.
- Manuel de méthodologie dialectique, PUF, 1962.
- Panorama des doctrines philosophiques, Albin Michel, 1967.
- Psychologie et spiritualité, Albin Michel, 1967.
- Sciences, esthétique, métaphysique, Albin Michel, 1967.
- De l’existence (manuscrit de Limoges de 1912), Studio Editoriale di Cultura (Gênes), 1984.
- Carnets de  guerre, 1915-1918, Québec, Éditions du Beffroi, et Paris, Les Belles Lettres, 1985.
- L'Existence et la valeur (Leçon inaugurale et résumés des cours au Collège de France, 1941-1951), Documents et inédits du Collège de France, 1991.
- Règles de la vie quotidienne, Arfuyen, février 2004
- Chemins de sagesse, avec des textes inédits de Louis Lavelle, édition, introduction et notes par Bernard Grasset, préface de Jean-Louis Vieillard-Baron, Paris, Hermann, 2013.

Pour plus de détails et pour une bibliographie complète, on consultera le livre de Jean École, Louis Lavelle et le renouveau de la métaphysique de l'Être au XXe siècle, Hildesheim, Olms, 1997 (édition originale 1957).

## Actualités
- Les manuscrits de Louis Lavelle sont consultables à l'IMEC après autorisation des ayants droit.
- Une journée annuelle, organisée par l'Association Louis-Lavelle, se tient à l'Institut catholique de Paris (Paris VI) au mois de décembre de chaque année.
- De nombreuses rééditions d'ouvrages du philosophe sont programmées.